# Cerkiew św. Jerzego w Moskwie (Dorogomiłowo)
Cerkiew św. Jerzego – prawosławna cerkiew w Moskwie, w rejonie Dorogomiłowo, na terenie Parku Zwycięstwa na Pokłonnej Górze.

## Historia

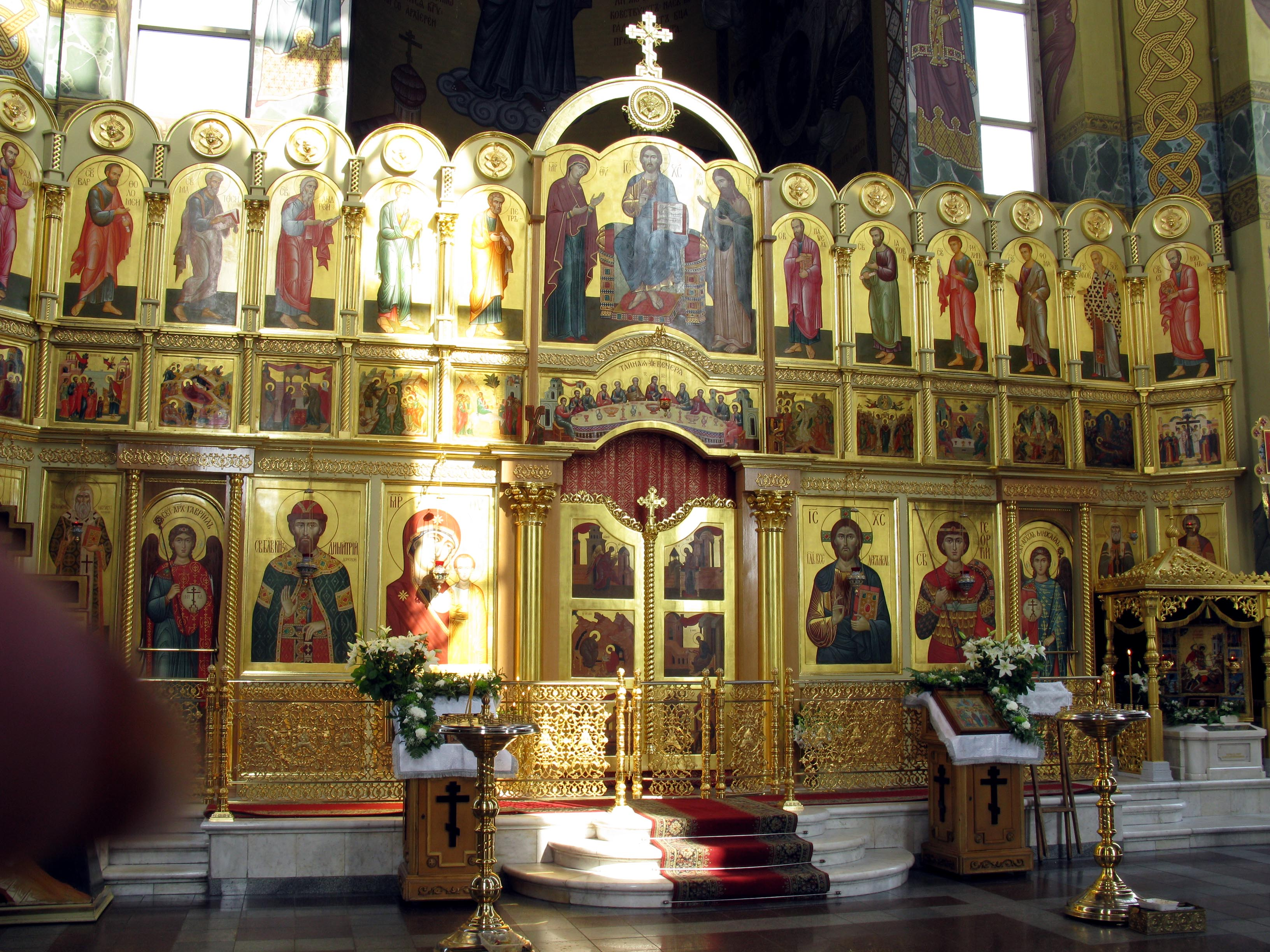
Ikonostas

Cerkiew została wzniesiona w latach 1994–1995 z funduszy wydzielonych przez miasto. Kamień węgielny pod jej budowę położył 9 maja 1994 patriarcha moskiewski i całej Rusi Aleksy II. Autorem projektu budynku, w którym połączono elementy tradycyjnego stylu ruskiego z akcentami modernistycznymi, był Anatolij Polanski. Twórca ten zmarł przed ukończeniem prac budowlanych i do jego projektu wprowadzono pewne poprawki. Poświęcenie gotowego obiektu sakralnego w roku następnym było częścią kilkudniowych obchodów 50. rocznicy zakończenia II wojny światowej (zwycięstwa ZSRR w wielkiej wojnie ojczyźnianej) i odbyło się 6 maja 1995, również pod przewodnictwem patriarchy Aleksego II. Ikonostas dla cerkwi wykonał Aleksandr Czaszkin. Już po konsekracji świątyni w jej wnętrzu powstał kompleks fresków. Dekorujące świątynię z zewnątrz mozaikowe płaskorzeźby wykonali Zurab Cereteli oraz J. Kluczariew.
Szczególnym obiektem kultu w cerkwi jest cząstka relikwii patrona świątyni, podarowana w 1998 przez patriarchę jerozolimskiego Diodora.
Pod opieką duchowieństwa parafii św. Jerzego pozostaje również czasownia św. Michała Archanioła również położona na terenie Parku Zwycięstwa, w sąsiedztwie muzeum wojny 1812 r.. Cerkiew jest tradycyjnie związana z rosyjskim wojskiem, odbywają się w niej nabożeństwa w intencji żołnierzy, kadetów i słuchaczy szkół wojskowych, jak również uroczystości składania przysięgi wojskowej. 1 sierpnia 2014 Świętą Liturgię w świątyni służył patriarcha moskiewski i całej Rusi Cyryl.